# Chicago Mercantile Exchange Center
Het Chicago Mercantile Exchange Center is een complex in Chicago, Verenigde Staten. De bouw van het complex begon in 1983 en werd in 1987 voltooid.

## Ontwerp
Het Chicago Mercantile Exchange Center bestaat uit twee torens. Beide torens zijn 158,5 meter hoog en tellen 40 verdiepingen. Het modernistische gebouw is ontworpen door Fujikawa Johnson & Associates en heeft een gevel van graniet. De torens zijn ook bekend onder de namen "10 South Wacker" en "30 South Wacker". Het complex staat ook bekend als "The Merc".